# Arabské jméno
Arabská jména, tedy jména užívaná v arabsky mluvícím světě (vesměs muslimů, svoje specifika mají jména arabských křesťanů), vytváří ucelený systém, který se značně odlišuje od západního systému „rodného jména a příjmení“ (na druhé straně současná oficiální praxe v řadě arabských států pracuje se systémem dvou jmen poněkud podobným západnímu systému).
Systém zná tyto složky (jména): Rodné jméno je arabsky ism, patronymická jména se označují nasab, skupina doplňujících jmen se nazývá nisba. Jméno podle dítěte se nazývá kunja a blízko jménu nisba se objevuje i čestné jméno laqab (lakab). Jména stojí v pořadí (laqab –) kunya – ism – nasab – nisba (– laqab). 
Člověk získává rodné jméno. U muslimů má doposud tradici motivace výběru náboženskými důvody. Častá jsou víceslovná jména, např. ‘Abd al’Azíz je jedno jméno s významem „otrok Drahého“. K rodnému jménu se připojuje řada jmen mužských předků (patronymická jména, někdy až k pradědovi). Jména pak mohou být v nominativu (tedy první jméno je rodné jméno jedince, druhé je rodné jméno jeho otce atd. – takováto je oficiální praxe v Egyptě), případně ve vazbě s předponou ibn (syn), bint (dcera). Poté může přistupovat další jméno (obdobné západnímu příjmení – přičemž se může jednat o jméno nisba či laqab), významem se jedná buď o klanové jméno, jméno podle místa původu atd. Laqab může také předcházet rodné jméno (jako jakýsi titul). Rodnému jménu také předchází jméno podle dětí. To je vždy dvouslovné jméno, kde se objevuje jméno potomka ve vazbě se slovem Abú (otec) a Umm (matka).
Dříve volněji nabývala jména pozici hlavního. Historické osobnosti jsou známy jak pod svým jménem nisba (at-Tabarí, ar-Rází, ten také pod latinizovanou podobou nisby Rhazes), někteří pod jménem kunja (Abú Tammám), též pod nasab (Ibn Chaldún).

## Části jména

### Kunja
Část jména kunja (arabsky كنية‎) je jméno po dítěti, může být tedy přijato pouze během života a je specifické pro konkrétní osobu. V arabštině je to jméno dvouslovné ve vazbě jména dítěte se slovem Abú (otec) a Umm (matka). V občanském státě se zpravidla nejedná o součást oficiálního občanského jména, ovšem v běžném, neúředním styku se vesměs běžně stále toto jméno používá (u vdaných žen často téměř nahrazuje rodné jméno – u historických osobností např. Umm Kulthúm bint Mohammed).

### Ism
Jméno ism (arabsky اسم‎) je obdobu k rodnému jménu (je dáno zpravidla nedlouho po narození). Je to nutná součást občanského jména.

### Nasab
Jméno nasab (arabsky نسب‎) je jméno patronymické, zpravidla následuje po jménu ism a v arabské kultuře má značnou důležitost (byť často některé země používají dvoujmenný model občanského jména, kde právě nasab je vypuštěn).

### Laqab
V tradičním pojetí je jméno laqab (arabsky لقب‎) čestné, vyjadřující obdivuhodné vlastnosti osoby. V tomto pojetí se laqab může vyskytnout ve struktuře jména na dvou místech. Buď vznikl jako ism (jména typu Sajf ad-Din, tj. Meč víry, což může být i ism) a pak nahrazuje původní nositelovo rodné jméno; nebo jako zvláštní jméno, které se připojuje na konec celého jména. Takové jméno nosil Hárún ar-Rašíd, kde laqab ar-Rašíd znamená „Správně vedený“.

### Nisba
Jméno nisba (arabsky نسبة‎) se užívá v podobném stylu jako laqab (druhý případ), ovšem neinformuje o čestných vlastnostech nositele. Nisba může být utvořen podle povolání nositele, příslušnosti ke kmenu nositele a konečně podle původu nositele (al-Bagdádí, tj. „z Bagdádu“).
Zvláštním typem těchto jsme jsou dynastická. Zejména v západních (tedy arabských v užším smyslu) zemích užívají jména svých předků v kombinací se slovem Ál (arabsky آل‎, Āl), což znamená „dynastie“, „klan“, například člen rodiny Saúdů bude mít poslední jméno Ál Saúd (arabsky آل سعود‎, Āl Saʿūd). Slovo je podobné arabskému určitému členu (ال), odlišitelný je i tím, že člen je v psané podobě připojen k příslušnému slovu.

## Užívání arabských jmen na Západě
Prvořadým problémem při užívání arabských jmen na latinském Západě je převod arabských jmen zapsaných arabským písmem do latinky. Z různých důvodů se nikdy v arabském světě neprosadil žádný všeobecně uznávaný způsob transkripce do latinky. Arabský svět se dělí na dva velké tábory podle bývalých koloniálních velmocí, země Maghrebu preferují přepis založený na francouzské grafice a některé země východní (Jordánsko) na anglické grafice (přičemž existuje více zemí, např. Saúdská Arábie, Bahrajn, které přímo oficiální přepis odmítají). V českém prostředí se pak čtenář může setkat jak s přepisy vycházejícími z české grafiky (např. Hišám), ovšem zejména u současných osobností i se zmíněnými „francouzskými“ (Alžířan Rachid Boudjedra) a „anglickými“ (Iráčan žijící v Česku Muneeb Hassan Alrawi) podobami.
Druhý problém je často diametrálně odlišné chápání významu a funkce jednotlivých částí jména v latinském a arabském světě. U Arabů (alespoň  v některých zemích) je sice běžnější vystupovat na západ s poměrně srozumitelným dvoučlenným jménem. Pak je zpravidla první ism, zbytek se potom chápe jako „příjmení“. Miloslava Knappová pro úřední praxi situace formuluje: „Za příjmení (v našem pojetí) považujeme tu část celého osobního jména, kterou nositel sám označí.“ Nutno dodat že zatímco pro západního mluvčího je z hlediska funkce nejblíže pojmu příjmení nisba (laqab), Arabové často za svoje doplňující jméno volí patronymické nasab (a to neplatí jen u historických osobností): Např. u iráckého prezidenta Saddáma Husajna je Husajn nasab po otci (jeho nisba byla at-Tikrití).